# Miho Čuić (franjevac)
Miho (Mijo) Čuić (Duvno, 1750. – Seonica, 24. travnja 1809.) bio je hrvatski katolički svećenik iz reda franjevaca i slikar.

## Životopis
U franjevački red ušao je 1772. godine. Studirao je teologiju i slikarstvo u Italiji. Godine 1786. djelovao je kao kapelan hrvatskih vojnika u Veneciji.
Nakon povratka u Bosnu i Hercegovinu, nakon popravka crkve i samostana u Fojnici, 1798. godine, oslikao je crkveni strop i oltar. Nakon rušenja fojničke crkve, 1884. godine, uništene su i njegove freske. Jednako se dogodilo s njegovim freskama u crkvi u Rami.
Dvije njegove slike, „Madona s Kristom, Sv. Josipom, Joakimom i Anom” (1795.) te „Uznesenje Marijino” (1804.) čuvaju se u samostanu u Visokom. Pripisuju mu se i djela „Sv. Anto Pustinjak” (1800.) te „Sv. Bono” koje se čuvaju u fojničkom samostanu kao i „Stigmatizacija Sv. Franje” koja se čuva u kreševskom samostanu. Pripisuju mu se i „Portret fra Grge Ilijića” te „Bezgrešno začeće” koji se čuvaju u Fojnici te četiri portreta koja se nalaze u samostanima u Varešu, Kraljevoj Sutjesci, Kreševu i Makarskoj.

### Članci
- Nikić, Andrija. 1993. Čuić, Mijo. Hrvatski biografski leksikon. Zagreb.  journal zahtijeva |journal= (pomoć)